# Eriosema himalaicum
Eriosema himalaicum är en ärtväxtart som beskrevs av Hiroyoshi Ohashi. Eriosema himalaicum ingår i släktet Eriosema och familjen ärtväxter. Inga underarter finns listade i Catalogue of Life.